# جو فاليريو
جو فاليريو (بالإنجليزية: Joe Valerio)‏ هو لاعب كرة قدم أمريكية أمريكي، ولد في 1969.